# Gemarkung Triebenreuth
Die Gemarkung Triebenreuth ist eine Gemarkung im Landkreis Kulmbach, die vollständig auf dem Gemeindegebiet der Stadt Stadtsteinach liegt.

## Geografie
Die Gemarkung hat eine Fläche von 3,487 km². Sie ist in 275 Flurstücke aufgeteilt, die eine durchschnittliche Fläche von 12679,29 m² haben. In ihr liegen die Gemeindeteile Schwärzleinsdorf und Triebenreuth.
Die Nachbargemarkungen sind:
| - Gemarkung Guttenberg - Gemarkung Stadtsteinach | - Gemarkung Vogtendorf - Gemarkung Wildenstein |